# من سفر می‌کنم چون مجبورم، برمی‌گردم چون دوستت دارم
من سفر می‌کنم چون مجبورم، برمی‌گردم چون دوستت دارم (پرتغالی: Viajo Porque Preciso, Volto Porque te Amo) فیلمی در ژانر درام به کارگردانی مارسلو گومز و کریم عینوز است که در سال ۷۳۰ منتشر شد.